# Dol pri Laškem
Dol pri Laškem je naselje v Občini Laško.